# Osmar Bravo
Osmar Bravo Amador (Nueva Guinea, 1º novembre 1984) è un pugile nicaraguense, ha rappresentato il Nicaragua ai Giochi olimpici di Londra 2012, fermandosi agli ottavi di finale. In quest'occasione è stato portabandiera della delegazione nel corso della cerimonia di apertura.

## Palmarès
- Giochi centramericani e caraibici

Veracruz 2014: bronzo nei pesi mediomassimi (81 kg).
Barranquilla 2018: bronzo nei pesi mediomassimi (81 kg).
- Giochi centramericani

Panama 2010: bronzo nei pesi mediomassimi (81 kg).
San José 2013: oro nei pesi mediomassimi (81 kg).
Managua 2017: bronzo nei pesi mediomassimi (81 kg).